# Cities Built on Sand
Cities Built On Sand es el primer EP de la banda estadounidense VersaEmerge, lanzado de forma independiente en noviembre de 2007. En este EP aparece su anterior vocalista Spencer Pearson.

## Lista de canciones
| N.º | Título                           | Duración |  |
| 1.  | «Prelude»                        | 0:14     |  |
| 2.  | «Forced Doors on the 14th Floor» | 4:22     |  |
| 3.  | «The Blank Static Screen»        | 5:37     |  |
| 4.  | «Cities Built on Sand»           | 5:41     |  |
| 5.  | «Ennui»                          | 4:18     |  |

## Créditos
- Spencer Pearson - voz
- Blake Harnage - guitarra, coros
- Anthony James Doan - coros, teclado, programación
- Nick Osborne - bajo
- Anthony Martone - batería
- Josh Center - guitarra rítmica